# Jeunesse, J'écoute
Jeunesse, J'écoute (en anglais : Kids Help Phone) est un organisme sans but lucratif canadien, fondé en 1989, offrant un service de consultation par le téléphone et par le web pancanadien aux jeunes âgés de 4 à 21 ans. Ceux-ci peuvent y trouver une oreille attentive, obtenir de l'information sur différents sujets, et être référés au besoin à un organisme d'aide local.

## Historique
Jeunesse, J'écoute reçoit en 2019 1,9 million de demandes cumulées, par téléphone et sur son site Internet. L'année suivante, dans le contexte de la pandémie de Covid-19, ce nombre bondit pour atteindre 15 millions. 
En 2020, des anciens employés du service d'écoute se plaignent de la difficulté des conditions de travail au sein des centres d'appel, qui les mèneraient « eux-mêmes au bord de l’épuisement professionnel ». Jeunesse, J'écoute ne répond pas à ces accusations.
À partir de 2023, Jeunesse, J'écoute utilise le traitement par intelligence artificielle des demandes qui lui sont adressées. Le système détecte certaines expressions, associées à un niveau de gravité de la demande plus élevé. L'utilisation de l'IA est censée permettre une meilleure qualité de service ; elle ne remplace pas la prise en charge de la demande par un professionnel. 
En mars 2023 est lancée la campagne « Libère tes émotions », destinée à sensibiliser les jeunes et les aider à faire face aux questions de santé mentale.

## Services proposés
Les intervenants de Jeunesse, J'écoute ont une formation professionnelle. La ligne d'intervention téléphonique est ouverte en tout temps. Les appels sont entièrement gratuits, anonymes et confidentiels. Les services sont offerts en anglais et en français.
Le site web est également en fonction en tout temps, mais les intervenants peuvent prendre jusqu'à 36 h pour répondre[réf. nécessaire].

## Financement de l'organisme
Jeunesse, J'écoute est une organisation non gouvernementale qui subsiste grâce aux dons et aux collectes de fonds. La principale levée de fonds est la Marche Bell pour Jeunesse, J'écoute qui a lieu dans plusieurs villes canadiennes en mai.